# Tristachycera
Tristachycera is een kevergeslacht uit de familie van de boktorren (Cerambycidae). De wetenschappelijke naam van het geslacht werd voor het eerst geldig gepubliceerd in 1872 door Bates.

## Soorten
Tristachycera is monotypisch en omvat slechts de volgende soort:
- Tristachycera viridis Bates, 1872